# Liste der Kreisstraßen in Freiburg im Breisgau
Die Liste der Kreisstraßen in Freiburg ist eine Auflistung der Kreisstraßen im baden-württembergischen Stadtkreis Freiburg im Breisgau.

## Abkürzungen
- K: Kreisstraße
- L: Landesstraße

## Liste
Die Kreisstraßen behalten die ihnen zugewiesene Nummer nicht bei einem Wechsel in einen anderen Stadt- oder Landkreis. Nicht vorhandene bzw. nicht nachgewiesene Kreisstraßen werden in Kursivdruck gekennzeichnet, ebenso Straßen und Straßenabschnitte, die unabhängig vom Grund (Herabstufung zu einer Gemeindestraße oder Höherstufung) keine Kreisstraßen mehr sind.
Der Straßenverlauf wird in der Regel von Nord nach Süd und von West nach Ost angegeben.
| Nr.    | Verlauf |
| ------ | --- |
| K 9850 | – Greiffeneggring – Wallstraße – Kartäuserstraße – L 133 |
| K 9851 | (K 4915 im Landkreis Breisgau-Hochschwarzwald) – Stadtgrenze – Wildtalstraße – Bernlappstraße – K 9852 |
| K 9852 | (K 4917 im Landkreis Breisgau-Hochschwarzwald) – Stadtgrenze – Gundelfinger Straße – Zähringer Straße – K 9851 – Zähringer Straße –                                                                                |
| K 9853 | (K 4917 im Landkreis Breisgau-Hochschwarzwald) – Stadtgrenze – Klosterstraße – K 9861 – Wippertskirch – Dürleberg – L 187 – Freiburger Straße – Opfinger Straße – Carl-Kistner-Straße – Eschholzstraße – /         |
| K 9854 | (K 4957 im Landkreis Breisgau-Hochschwarzwald) – Stadtgrenze – Gießhübelstraße – L 124 |
| K 9855 | L 187 – Holzhauser Straße – Benzhauser Straße – K 9856 – Hochdorfer Straße – K 9860 |
| K 9856 | (K 4921 im Landkreis Breisgau-Hochschwarzwald) – Stadtgrenze – Zur March – K 9855 |
| K 9857 | L 133 – Hansjakobstraße – Kappler Straße – Kirchzartener Straße – Stadtgrenze – (K 4909 im Landkreis Breisgau-Hochschwarzwald)                                                                                     |
| K 9858 | (K 4912 im Landkreis Breisgau-Hochschwarzwald) – Stadtgrenze – Tunibergstraße – K 9864 |
| K 9859 | – Breisgauer Straße – Sundgauallee – Eschholzstraße – K 9860 – Breisacher Straße – Zur Unterführung – |
| K 9860 | (K 4978 im Landkreis Breisgau-Hochschwarzwald) – Stadtgrenze – Elsässer Straße – K 9855 – Elsässer Straße – Berliner Allee – Breisacher Straße – K 9859                                                            |
| K 9861 | K 9853 – Klosterstraße – L 187 – Schutternstraße – Umkircher Straße – Stadtgrenze – (K 4979 im Landkreis Breisgau-Hochschwarzwald)                                                                                 |
| K 9862 | K 9864 – Romanstraße – Stadtgrenze – (K 4980 im Landkreis Breisgau-Hochschwarzwald) |
| K 9863 | / – Besançonallee – Basler Landstraße – Stadtgrenze – (K 4997 im Landkreis Breisgau-Hochschwarzwald) |
| K 9864 | (K 4999 im Landkreis Breisgau-Hochschwarzwald) – Stadtgrenze – St.-Erentrudis-Straße – K 9858 – St.-Erentrudis-Straße – K 9862 – St.-Erentrudis-Straße – Freiburger Landstraße – L 187 – Freiburger Landstraße – / |